# Општина Прунду (Ђурђу)
Прунду (рум. Prundu) општина је у Румунији у округу Ђурђу.
Oпштина се налази на надморској висини од 43 m.